# Louis Chaillot
 (août 2025).
Si vous disposez d'ouvrages ou d'articles de référence ou si vous connaissez des sites web de qualité traitant du thème abordé ici, merci de compléter l'article en donnant les références utiles à sa vérifiabilité et en les liant à la section « Notes et références ».
 (août 2025).
La mise en forme du texte ne suit pas les recommandations de Wikipédia : il faut le « wikifier ».
Les points d'amélioration suivants sont les cas les plus fréquents. Le détail des points à revoir est peut-être précisé sur la page de discussion.
- Les titres sont pré-formatés par le logiciel. Ils ne sont ni en capitales, ni en gras.
- Le texte ne doit pas être écrit en capitales (les noms de famille non plus), ni en gras, ni en italique, ni en « petit »…
- Le gras n'est utilisé que pour surligner le titre de l'article dans l'introduction, une seule fois.
- L'italique est rarement utilisé : mots en langue étrangère, titres d'œuvres, noms de bateaux, etc.
- Les citations ne sont pas en italique mais en corps de texte normal. Elles sont entourées par des guillemets français : « et ».
- Les listes à puces sont à éviter, des paragraphes rédigés étant largement préférés. Les tableaux sont à réserver à la présentation de données structurées (résultats, etc.).
- Les appels de note de bas de page (petits chiffres en exposant, introduits par l'outil «  Source ») sont à placer entre la fin de phrase et le point final[comme ça].
- Les liens internes (vers d'autres articles de Wikipédia) sont à choisir avec parcimonie. Créez des liens vers des articles approfondissant le sujet. Les termes génériques sans rapport avec le sujet sont à éviter, ainsi que les répétitions de liens vers un même terme.
- Les liens externes sont à placer uniquement dans une section « Liens externes », à la fin de l'article. Ces liens sont à choisir avec parcimonie suivant les règles définies. Si un lien sert de source à l'article, son insertion dans le texte est à faire par les notes de bas de page.
- La présentation des références doit suivre les conventions bibliographiques. Il est recommandé d'utiliser les modèles {{Ouvrage}}, {{Chapitre}}, {{Article}}, {{Lien web}} et/ou {{Bibliographie}}. Le mode d'édition visuel peut mettre en forme automatiquement les références.
- Insérer une infobox (cadre d'informations à droite) n'est pas obligatoire pour parachever la mise en page.

Pour une aide détaillée, merci de consulter Aide:Wikification.
Si vous pensez que ces points ont été résolus, vous pouvez retirer ce bandeau et améliorer la mise en forme d'un autre article.
Louis Chaillot, né le 2 mars 1914 à Chaumont et mort le 28 janvier 1998 à Aubenas, est un coureur cycliste français. Il a notamment été médaillé d'or du tandem et médaillé d'argent de la vitesse aux Jeux olympiques de 1932 à Los Angeles et médaillé de bronze de la vitesse aux Jeux de 1936 à Berlin. Chez les professionnels, il a été médaillé de bronze du demi-fond aux championnats du monde de 1946.

## Biographie
En 1942, il se tourne vers le demi-fond et est entrainé par Ernest Pasquier. Il se qualifie pour les championnats de France de demi-fond 1942 où il termine 3e.

## Palmarès

### Jeux olympiques
Los Angeles 1932
 Champion olympique du tandem (avec Maurice Perrin)
 Médaillé d'argent de la vitesse
Berlin 1936
 Médaillé de bronze de la vitesse

### Championnats du monde
Zurich 1946
 Médaillé de bronze du demi-fond

### Championnats nationaux
- Champion de France de vitesse amateurs  1932 et 1936
- Champion de France de vitesse militaire : 1936[4],[5]
- Champion de France de vitesse professionnel en 1937
- Champion de France de demi-fond en 1944 et 1946
- Vice-Champion de France de vitesse (Amateurs) 1934 et 1935

### Prix
- Grande Finale de la Médaille 1932[6]
- Médaille d'or de la jeunesse, des sports[7]
- Challenge national de vitesse (avec Perrin et Ribeyre) (1935)[8]
- Prix Alfred Riguelle 1936
- Prix Émile Diot 1941
- Grand Prix d’Anvers de demi-fond 1943